# Phyllosticta angulata
Phyllosticta angulata är en svampart som beskrevs av Wenzl 1936. Phyllosticta angulata ingår i släktet Phyllosticta och familjen Botryosphaeriaceae.   Inga underarter finns listade i Catalogue of Life.